# Ivan Brkić
Ivan Brkić (ur. 29 czerwca 1995 w Koprivnicy) – chorwacki piłkarz grający na pozycji bramkarza w Motorze Lublin.

## Kariera klubowa
Na początku kariery związany z chorwackimi klubami. Seniorski debiut zaliczył w klubie NK Istra 1961 w ramach rozgrywek najwyższej ligi chorwackiej 21 kwietnia 2014 w meczu przeciwko NK Slaven Belupo. Następnie reprezentował barwy kolejnych chorwackich zespołów – NK Lokomotiva Zagrzeb, NK Imotski i Cibalia Vinkovci.
Przed rozpoczęciem sezonu 2018/19 opuścił rodzinną Chorwację, 4 lipca 2018 roku został zawodnikiem ówczesnego mistrza Bośni i Hercegowiny – Zrinjski Mostar. W klubie z Bośni rywalizował m.in. w europejskich pucharach, reprezentując klub w ramach eliminacji Ligi Mistrzów  w sezonie 2018/19 oraz trzykrotnie w ramach eliminacji Ligi Europy w sezonach 2018/19, 2019/20 oraz 2020/21.
Następnie 11 lutego 2021 został piłkarzem mistrza Łotwy, zespołu Riga FC. Reprezentował klub w sezonie 2021/22 w ramach eliminacji Ligi Konferencji Europy.
Po zakończonym sezonie 2021 na Łotwie, 22 stycznia 2022 został piłkarzem azerskiego Neftçi PFK. Reprezentował on dwukrotnie klub w ramach eliminacji Ligi Konferencji Europy w sezonach 2022/23 oraz 2023/24.
9 lipca 2024 dołączył do zespołu beniaminka Ekstraklasy, Motoru Lublin. 4 października 2024 klub ogłosił, że zawodnik nabawił się poważnej kontuzji kolana, która wyklucza go z gry na pozostałą część sezonu.

## Kariera reprezentacyjna
Zawodnik dwukrotnie zagrał w reprezentacji Chorwacji U-21.